# Synsphyronus niger
Espèce
Synsphyronus niger est une espèce de pseudoscorpions de la famille des Garypidae.

## Distribution
Cette espèce est endémique d'Australie. Elle se rencontre dans le Sud-Est de l'Australie-Méridionale, au Victoria et dans le Sud-Ouest de la Nouvelle-Galles du Sud.

## Description
Le mâle holotype mesure 3,6 mm.
Les mâles mesurent de 2,8 à 3,8 mm et les femelles de 3,2 à 4,3 mm.

## Publication originale
- Hoff, 1947 : New species of diplosphyronid pseudoscorpions from Australia. Psyche, vol. 54, p. 36-56 (texte intégral).